# 可口可乐体育馆 (迪拜)

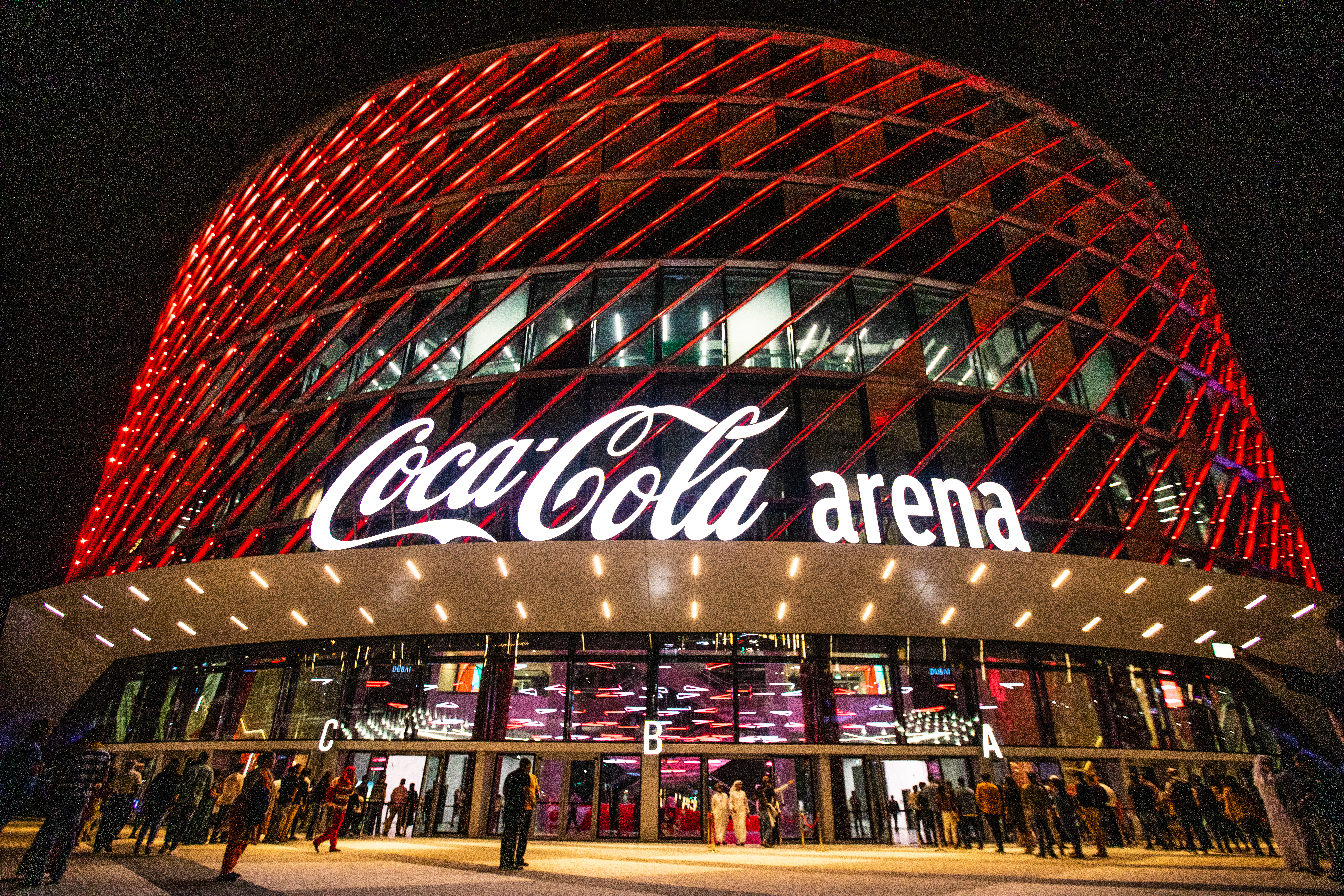
可口可樂體育館

可口可乐体育馆（英語：Coca-Cola Arena）是位于阿拉伯联合酋长国迪拜City Walk区的多功能体育馆 。该场馆于2019年6月6日开放，可容纳17,000人。
该场馆由Meraas所有，并由ASM Global运营，该体育馆举办包括音乐会、体育赛事、家庭娱乐和仪式在内的各类活动。